# Studénka
Studénka è una città della Repubblica Ceca, nel distretto di Nový Jičín, nella regione di Moravia-Slesia.

## Monumenti e luoghi d'interesse
- Castello nuovo di Studénka

## Incidente ferroviario
Nei pressi della stazione di Studénka, l'8 agosto del 2008 si ebbe un gravissimo incidente ferroviario, con deragliamento dell'Eurocity Cracovia-Praga, che causò la morte di 8 passeggeri e il ferimento di 64.